# Motines de los baños de 1917
Los Motines de los Baños de 1917 ocurrieron en enero de 1917 en el puente de la calle Santa Fe entre El Paso, Texas, Estados Unidos y Ciudad Juárez, México. Se sabe que los disturbios fueron iniciados por Carmelita Torres, durando del 28 al 30 de enero, provocados por nuevas políticas de inmigración en la oficina del Servicio de Inmigración y Naturalización de El Paso-Juárez, que exigían que los mexicanos que cruzaran la frontera tomarían "baños" obligatorios contra piojos y vacunaciones forzadas. Los informes de que las fotografías de mujeres desnudas y el temor a un posible incendio en los baños con el queroseno llevaron a Carmelita a negarse a someterse al procedimiento. Al negarle el reembolso de su tarifa de trasporte, comenzó a gritarle a los funcionarios y convenció a otros pasajeros que se unieran a ella. 
Trece días después, el descontento disminuyó, pero las desinfecciones de mexicanos en la frontera estadounidense continuaron hasta principios de los años 50´s.

## Trasfondo
En el año 1914, Venustiano Carranza había asumido el cargo como presidente en México, poniendo fin a los principales combates de la Revolución Mexicana. El presidente estadounidense Woodrow Wilson, harto de los combates y más preocupado por los acontecimientos que se desarrollaban en Europa (como lo fue la Primera Guerra Mundial) retiró las fuerzas estadounidenses en México. El líder revolucionario Pancho Villa negó abandonar la lucha armada en la frontera. Entre 1915 a 1917, el tifus (que a veces se reportaba como fiebre tifoidea) se extendió desde la Ciudad de México a los estados de Veracruz hasta Jalisco. En septiembre de 1916, Carranza convocó a una convención constitucional para poner fin al conflicto y traer paz a México. La convención terminó simultáneamente con el fin de la violencia el 31 de enero de 1917,y posteriormente se firmó la nueva constitución mexicana el 5 de febrero.
Durante el mismo periodo, Thomas Calloway Lea Jr. fue elegido alcalde de El Paso, Texas. Lea envió telegramas a los senadores estadounidenses en Washington exigiendo que se estableciera una cuarentena para detener la marea de lo que consideraba "mexicanos indigentes y sucios" que propagarían el tifus en El Paso. El funcionario del Servicio de Salud Pública de El Paso, el Dr. BJ Lloyd, admitió que había poco peligro y se opuso a una cuarentena, sugiriendo abrir "plantas despiojadoras". Los funcionarios estadounidenses rápidamente adoptaron una política de desinfectar a los inmigrantes mexicanos en una estación de desinfección en El Paso. La política se aplicó inicialmente a todos esos inmigrantes que ingresaban a los Estados Unidos por El Paso, y pronto se extendió al cruce Laredo-Nuevo Laredo, finalmente a lo largo de toda la frontera entre Estados Unidos y México.

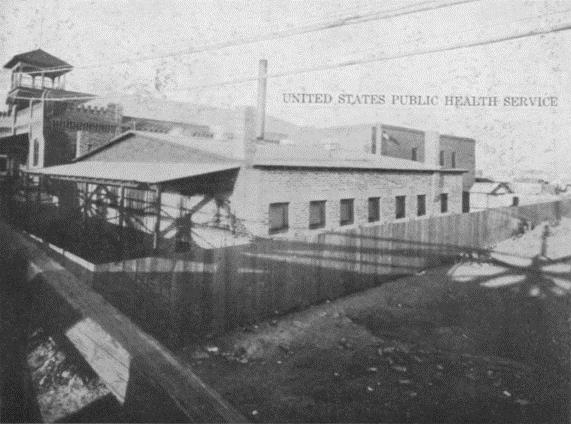
Vista lateral de la planta desinfectante de El Paso y patio de la estación de inmigración de Estados Unidos

Los varones fueron separados de las mujeres y los niños en edificios separados, donde fueron despojados de toda ropa y objetos de valor. La mayor parte de la ropa y los objetos de valor se cocinaron al vapor. Otros artículos que podrían resultar dañados por el vapor (como zapatos, sombreros o cinturones) estuvieron expuestos al gas cianógeno. Los asistentes examinaron a las personas desnudas en busca de piojos. Se rumoreaba que los oficiales que realizaban los registros al desnudo habían fotografiado a las mujeres desnudas y compartido las fotos con otras personas en los bares.
Cuando se encontraron piojos en un hombre, se le cortó el cabello cerca de la cabeza y se quemaron los recortes. En el caso de una mujer, el cabello se rociaba con una mezcla de vinagre y queroseno, se envolvía en una toalla y se dejaba en el cabello durante al menos 30 minutos. Si se encontraban piojos en la nueva inspección, se repetía el proceso. Una vez que los asistentes declararon que la prueba de piojos había "pasado", las personas desnudas fueron reunidas en una zona de baño y rociadas con un jabón líquido hecho de virutas de jabón y aceite de queroseno. Después de recoger y recibir sus ropas y vestidos desinfectados, los migrantes fueron evaluados por un capataz, vacunados y entregados un certificado de que habían completado el procedimiento. Desde el área de desinfección, los migrantes ingresaron al edificio del Servicio de Inmigración y Naturalización para su procesamiento.
En 1916, el recién electo alcalde de El Paso, Tom Lea, envió cartas a funcionarios de Washington varios meses pidiendo la cuarentena a todos los mexicanos en la frontera de 10 a 14 días, esto para asegurarse de que estuvieran libres de tifus antes de que se les permitiera ingresar al interior de Texas. Uno de los primeros incidentes relacionados con los baños con gasolina ocurrió el 5 de marzo un grupo de reclusos, (en su mayoría mexicanos) en la cárcel de la ciudad de El Paso, fueron obligados a desnudarse y bañarse en gasolina, carbón, aceite y vinagre, y lavar sus uniformes en gasolina, creosota y formaldehído. Momentos después un interno encendió un cigarro, ocasionando una explosión en el sitio, matando cerca de 27 prisioneros (19 de ellos mexicanos) e hiriendo a más de 19.

## Disturbios
Alrededor de las 7:30 a. m. del 28 de enero de 1917, el motín comenzó cuando los inspectores intentaron sacar a las mujeres mexicanas de su trolebús, en el que iban al trabajo. Se le ordenó desembarcar y someterse al proceso de desinfección, pero Carmelita Torres, de 17 años, se negó, habiendo escuchado informes de que estaban fotografiando mujeres desnudas mientras estaban en los baños. También habían circulado informes de que se podría prender fuego a los bañistas, como había ocurrido el año anterior cuando los baños de gasolina en la cárcel de la ciudad de El Paso habían provocado la muerte de 28 reclusos. cuando un cigarrillo encendió a los bañistas.  Pidió permiso para entrar sin someterse a bañarse y se lo negaron. Luego exigió el reembolso de su tarifa y, al negarse el reembolso, convenció a las otras mujeres en su teleférico para que protestaran. Las mujeres comenzaron a gritar y arrojar piedras a los funcionarios de salud y de inmigración, centinelas y civiles que se habían reunido para presenciar los disturbios. La mayoría de los primeros manifestantes eran jóvenes, trabajadores domésticos empleados en hogares de El Paso, pero a medida que la multitud creció a varios miles, una mezcla de personas se involucró. Cuatro carros que habían recorrido temprano en la mañana para recoger a los trabajadores en el lado de Juárez fueron confiscados y no regresaron al lado de El Paso hasta media tarde.

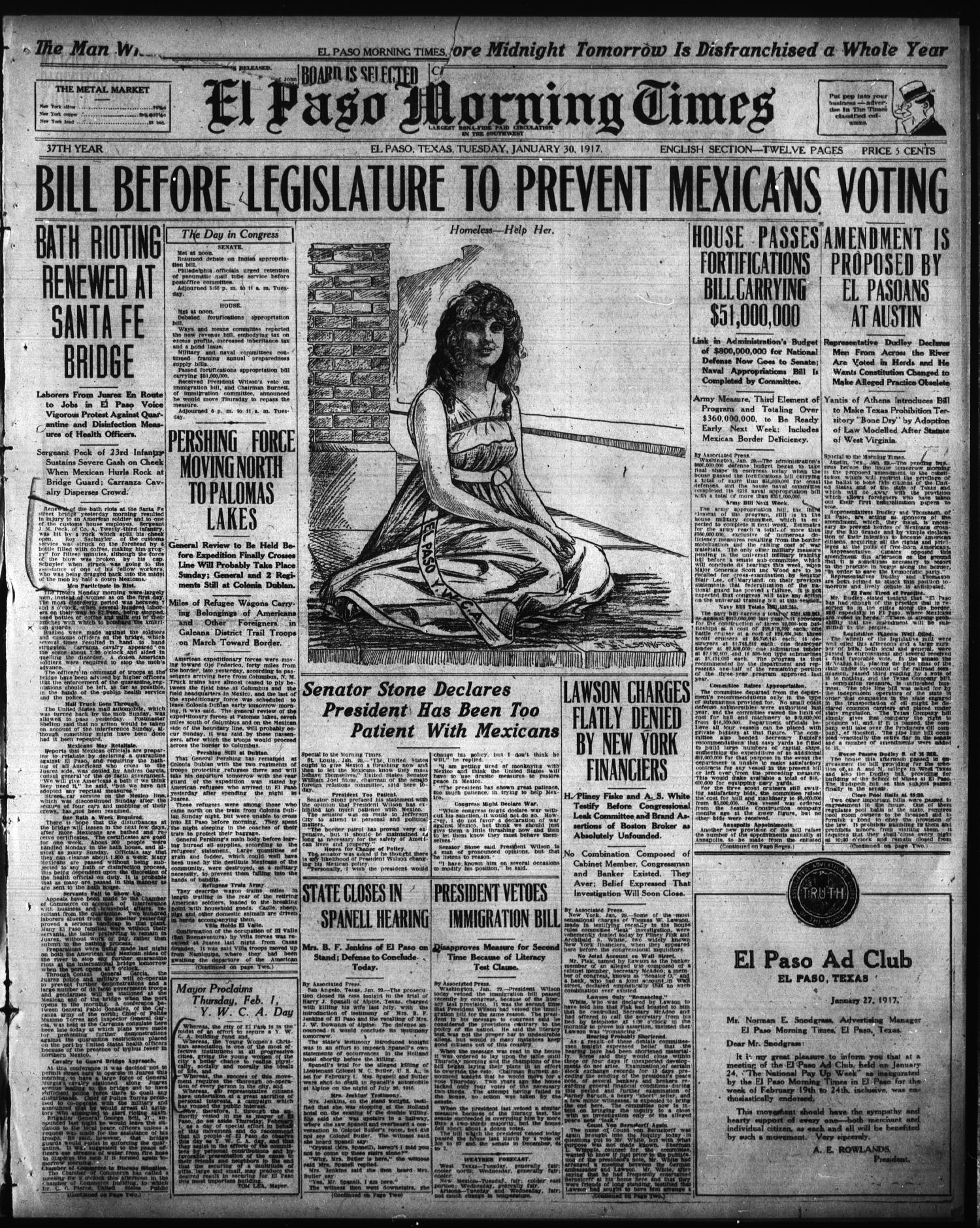
El Paso Morning Times, El Paso, Texas, 30 de enero de 1917 Tituladoː "Proyecto de ley ante el Congreso para impedir que los mexicanos voten".

Alrededor de las 10 en punto, el general Andrés G. García condujo hasta el centro del puente para tratar de silenciar a la turba y solo lo logró parcialmente, ya que la turba intentó impedir que su automóvil saliera del lado mexicano. Por la tarde, cuando quedó claro que quienes habían entrado a los baños no estaban sufriendo daños, las multitudes finalmente fueron dispersadas por soldados montados a cada lado de la frontera. Se informó que un motorman de un teleférico y un conductor de carro de correo]fueron golpeados por alborotadores y varios cineastas de los medios fueron atacados. A pesar de los rumores de que alguien había recibido un disparo, las autoridades mexicanas negaron el hecho e informaron que no hubo heridos graves.
El día 29 de enero continuaron los disturbios, pero esta vez la mayoría de los alborotadores eran varones. Los periódicos informaron que los hombres estaban aprovechando el disturbio en los baños para protestar contra el régimen de Carranza y expresar su apoyo a su rival Pancho Villa. El jefe de policía de Ciudad Juárez, Máximo Torres, ordenó arrestar a todos los alborotadores y la caballería mexicana dispersó a los alborotadores del puente. Se consultó a propietarios de negocios y hogares que se encontraban sin trabajadores La Cámara de Comercio resolvió los problemas rápidamente ya que la mayoría de los trabajadores se negaron a venir a trabajar. Los funcionarios aclararon que aquellos que no estuvieran infectados podían pasar sin tener que bañarse y que los certificados tenían una validez de una semana.

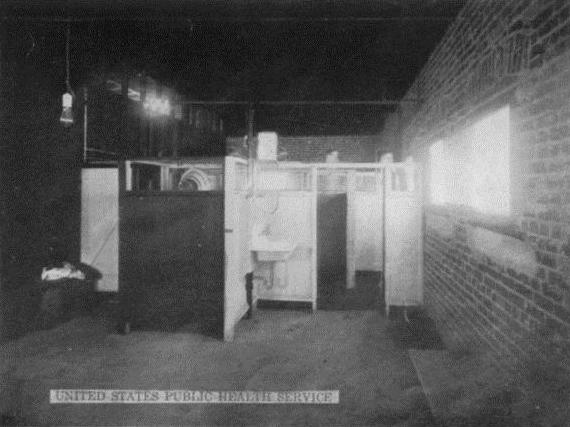
Fotografía de los baños de mujeres en la planta de desinfección de El Paso

Posteriormente el 30 de enero, las medidas de precaución tomadas por las autoridades de ambos lados de la frontera habían sofocado los disturbios. Dos hombres y una mujer fueron arrestados en el lado estadounidense del puente por agredir a un oficial de aduanas y a un soldado de infantería, pero no se reportaron más actos de violencia. Policías de Ciudad Juárez monitorearon el extremo sur del cruce del puente, estuvo presente el inspector de salud mexicano Andrés García para mantener un trato respetuoso en la planta de desinfección, y se suspendió el servicio de tranvía entre ambas ciudades. Se habían recibido avisos ha sido apostado en la ciudad para avisar que los inspectores en El Paso aceptarían certificados de salud emitidos por inspectores de salud mexicanos.

## Legado

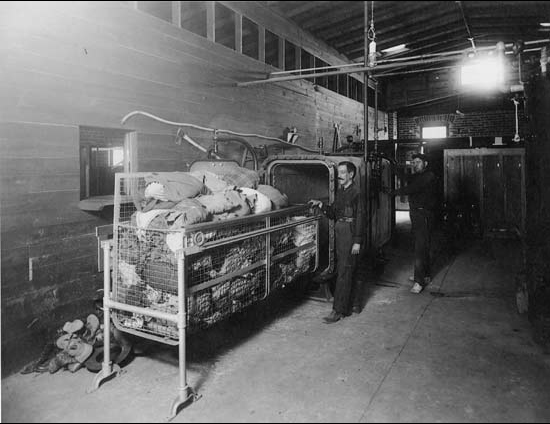
Ropa preparada para la eliminación de piojos con vapor en la planta de desinfección de El Paso de la estación de inmigración de EE. UU.

Aunque aclamada por algunos como la «Rosa Parks latina», Carmelita Torres fue finalmente olvidada y sus acciones tuvieron poco efecto duradero. La Ley de Inmigración de 1917 pasó pocos días después del motín e impuso barreras para que los trabajadores mexicanos ingresaran a los Estados Unidos. Por primera vez en la historia, a los trabajadores se les exigió pasar pruebas de alfabetización, pagar un impuesto por cabeza y se les prohibió realizar trabajos subcontratados. Propietarios de negocios en el Suroeste presionaron al Congreso para que eximiera a los trabajadores mexicanos de las restricciones laborales por contrato y de los impuestos por cabeza. Después de que Estados Unidos entró en la Primera Guerra Mundial, los empresarios pudieron levantar las condiciones de inmigración de 1917 para los trabajadores mexicanos, y la exención duró hasta 1921.
Sin embargo, los baños y fumigaciones, que luego utilizaron insecticida y DDT, y en la década de 1920, las autoridades del Puente de Santa Fe fumigaron el ropa de mexicanos que cruzaban a los Estados Unidos con Zyklon B, (utilizado más tarde por los nazis para exterminar prisioneros en los campos de concentración..) En 1937, el Dr. Gerhard Peters presionó para que se utilizara Zyklon B en las cámaras de gas alemanas, dentro del programa "Desinfektionskammern", citando como evidencia el uso del químico en El Paso con fotografías.
Un motín similar al año siguiente se evitó gracias a la rápida acción de los mexicanos. Las autoridades intervinieron ante las autoridades estadounidenses continuaron hasta la década de 1950, Los mexicanos negaron los informes de una muerte por tifus en Ciudad Juárez, y el puerto y los tranvías se cerraron temporalmente para evitar altercados.
En 2006, el periodista David Dorado Romo publicó Ringside Seat to a Revolution, lo que devolvió la atención del público y de los estudiosos chicanos a la historia. National Public Radio presentó una historia sobre los disturbios de 2006.